# Roberto Quintanilla Pereira
Roberto Quintanilla Pereira (* 1928; † 1. April 1971 in Hamburg, Bundesrepublik Deutschland) war ein bolivianischer Geheimdienstoffizier. Er war Leiter des Nachrichtendienstes im Innenministerium von Präsident René Barrientos und in dieser Funktion an der Festnahme und Hinrichtung von Che Guevara 1967 beteiligt. Im Jahr 1969 war Quintanilla für die Folterung und den Tod des Anführers der Nationalen Befreiungsarmee Boliviens (ELN) Guido „Inti“ Peredo Leigue verantwortlich. Nach seiner Ernennung zum Generalkonsul in Hamburg wurde er von Monika Ertl im Konsulat ermordet.

## Biografie

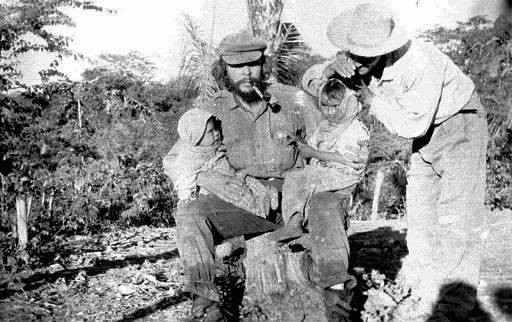
Guevara in Bolivien (1967)

Quintanilla wurde 1928 geboren. Er stieg zum Leiter des Geheimdienstes im Innenministerium unter dem bolivianischen Präsidenten René Barrientos auf. Er trug den Spitznamen „Toto“, stand mit dem amerikanischen CIA in Verbindung und hatte die School of the Americas in Panama absolviert.
Quintanilla spielte eine wichtige Rolle bei der Operation, die 1967 zur Gefangennahme und Hinrichtung des marxistischen Guerillas Che Guevara führte. Er war verantwortlich für die Anordnung, Guevaras Hände für die Abnahme von Fingerabdrücken abzutrennen und eine Totenmaske aus Gips anzufertigen. Für seine Rolle bei der Operation wurde er zum Oberstleutnant befördert. 1969 war er für die Folterung und Hinrichtung des Anführers der linken Guerillaorganisation Ejército de Liberación Nacional (ELN), Guido „Inti“ Peredo Leigue, verantwortlich. Im selben Jahr brachten ihn Medienberichte mit dem Tod von Präsident Barrientos bei einem Hubschrauberabsturz in Verbindung.

## Tod

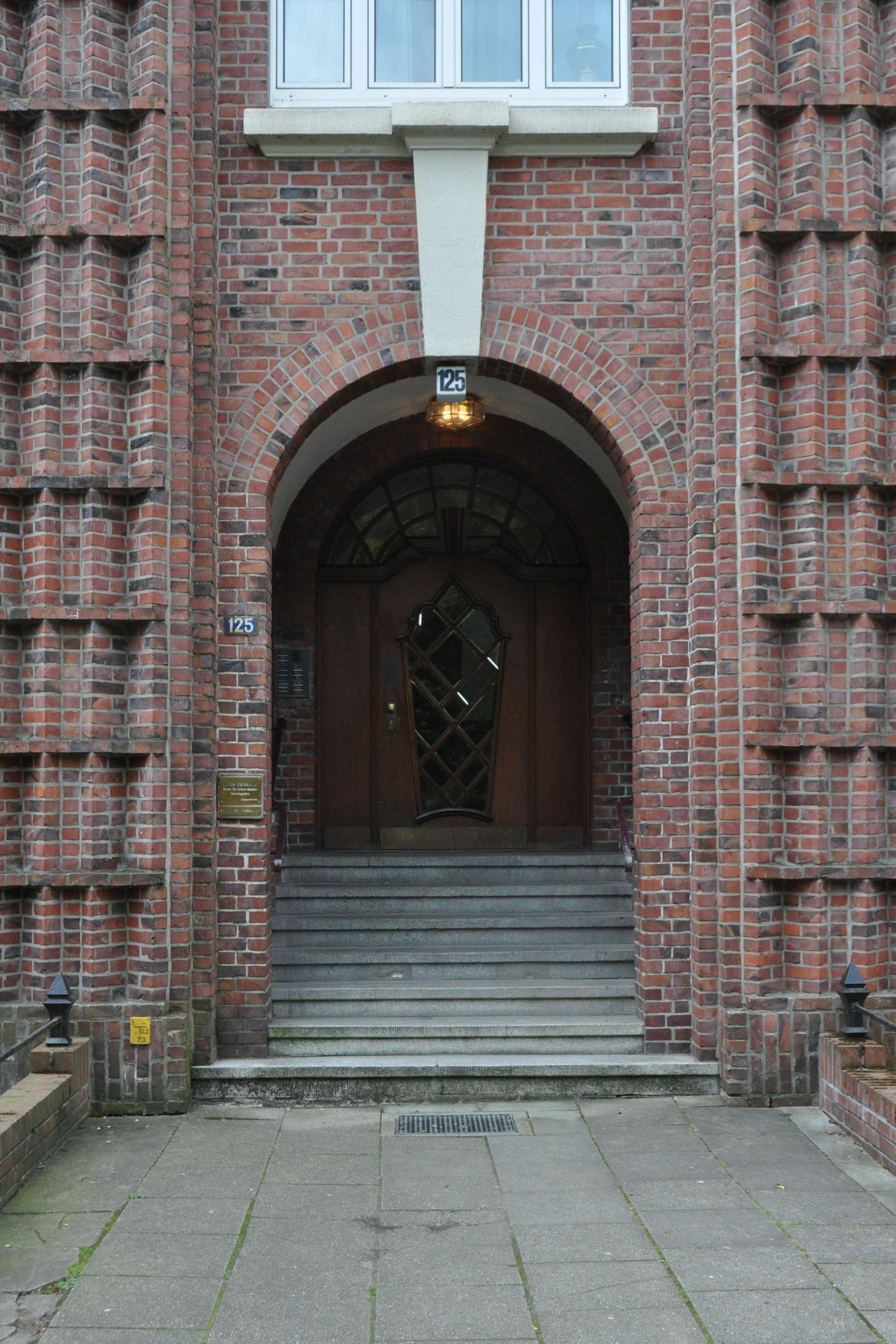
Eingang zur Heilwigstraße 125

Quintanilla wurde später zum bolivianischen Generalkonsul in Hamburg ernannt, auch da man in Bolivien Attentate auf Quintanilla fürchtete. Am 1. April 1971 beendete er seine Tätigkeit als Konsul, blieb aber im Konsulat in der Heilwigstraße 125, um das Amt an seinen Nachfolger zu übergeben, bevor er nach Bolivien zurückkehrte. Später an diesem Tag betrat die ELN-Agentin Monika Ertl das Konsulat und gab sich als Australierin aus, die ein Visum für eine Reise nach Bolivien beantragen wollte. Quintanilla ließ Ertl in sein Büro und schickte seinen Übersetzer los, um einige Touristenbroschüren zu holen, als Ertl einen .38 Colt Cobra-Revolver zog und ihm dreimal in die Brust schoss. Nach einer kurzen Auseinandersetzung mit Quintanillas Frau entkam Ertl; Quintanilla starb kurz darauf.
Die ELN bekannte sich zu dem Attentat und bezeichnete es als Rache für den Tod von Peredo. In Medienberichten wurden damals Zweifel an dieser Behauptung geäußert, da die ELN als relativ ineffektiv galt. Die Waffe, mit der Quintanilla getötet wurde, hatte Giangiacomo Feltrinelli einige Jahre zuvor in Mailand illegal erworben. Der ehemalige Nazi und Kollaborateur mit der bolivianischen Diktatur Klaus Barbie arrangierte die Überführung der sterblichen Überreste Quintanillas und die Übergabe seiner Asche an seine Frau. Barbie war ein ehemaliger Genosse von Ertls Vater Hans Ertl. Monika Ertl wollte Barbie entführen, als sie 1973 von der bolivianischen Polizei getötet wurde, vermutlich auf Hinweis von Barbie selbst. Quintanilla wurde als Opfer von „Ches Fluch“ bezeichnet, einer Reihe von Todesfällen und anderen negativen Folgen, die angeblich diejenigen trafen, die an seiner Festnahme und Hinrichtung beteiligt waren.